# Хриб-при-Хинях
Хриб-при-Хинях (словен. Hrib pri Hinjah) — поселення в общині Жужемберк, регіон Південно-Східна Словенія, Словенія. Висота над рівнем моря: 528,3 м.